# Ściana Zachodnia w Warszawie
Ściana Zachodnia w Warszawie, Zachodni Rejon Centrum – zespół architektoniczno-urbanistyczny w Warszawie, w Śródmieściu Północnym i Śródmieściu Południowym, modernistyczny, wznoszony od 1972 według projektu zespołu architektów pod kierunkiem Jerzego Skrzypczaka; po 1989 zaniechano realizacji projektu.
Zespół Ściany Zachodniej miał zajmować kwartały ograniczone ulicą Świętokrzyską, ulicą Emilii Plater, ulicą Wspólną, ulicą Tytusa Chałubińskiego i aleją Jana Pawła II, z których dwie ostatnie (Trasa N-S) oraz Aleje Jerozolimskie stanowią główne arterie komunikacyjne Śródmieścia, przecinające się na zachód od zespołu. Kwartały przecina także ulica Złota, na osi której, po wschodniej stronie ulicy Emilii Plater, w latach 1952–1955 wzniesiono Pałac Kultury i Nauki.
Ściana Zachodnia została zaprojektowana po zakończeniu budowy Ściany Wschodniej (1969) w latach 1969–1974 przez zespół architektów: Bogusława Chylińskiego, Andrzeja Dzierżawskiego, Jacka Jedynaka, Zbigniewa Pawelskiego, Andrzeja Skopińskiego, Jerzego Skrzypczaka (generalny projektant), Haliny Świergockiej, Tadeusza Stefańskiego. Pierwszym etapem założenia był kompleks PLL LOT oraz wieżowiec Intraco II.